# باول مارتي
باول مارتي (بالفرنسية: Paul Marty)‏ هو مترجم ‏ فرنسي، ولد في 6 يوليو 1882 في بوفاريك في الجزائر، وتوفي في 11 مارس 1938 في تونس في تونس.